# Liga mistrů UEFA 2014/2015
Sezóna 2014/15 Ligy mistrů UEFA byla 60. ročníkem klubové soutěže pro nejlepší evropské fotbalové týmy. Obhájcem titulu byl španělský klub Real Madrid, který vypadl v semifinále. Finále se odehrálo na Olympijském stadioně v Berlíně. Vítěz soutěže (Barcelona) se kvalifikoval na Mistrovství světa klubů 2015 a také do Superpoháru UEFA 2015.
Poprvé se zúčastnil klub z Gibraltaru poté, co tato krajina byla v květnu 2013 přijata za 54. člena UEFA. Gibraltar dostal přiděleno jedno místo v 1. předkole, obsadil ho vítěz Gibraltar Premier Division, klub Lincoln Red Imps FC.

## Účastnická místa
Tohoto ročníku se účastnilo celkem 77 týmů z 53 členských zemí UEFA (výjimkou je Lichtenštejnsko, které neorganizuje žádnou vlastní ligovou soutěž). Každá země má přidělený počet míst podle koeficientů UEFA.

### Žebříček UEFA
Pro ročník 2014/15, byly asociacím přidělovány místa podle koeficientů z roku 2013, které braly v úvahu jejich výkon v evropských soutěžích od sezóny 2008/09 až po ročník 2012/13.
Žebříček UEFA se používá k určení počtu zúčastněných týmů pro každou asociaci:
- 1.–3. místo umožňuje asociaci mít v soutěži čtyři týmy.
- 4.–6. místo umožňuje asociaci mít v soutěži tři týmy.
- 7.–15. místo umožňuje asociaci mít v soutěži dva týmy.
- 16.–54. (s výjimkou Lichtenštejnska, které nemá vlastní ligu), umožňuje asociaci mít v soutěži jeden tým.

| Poř. | Země        | Koef.  | Týmy |
| ---- | ----------- | ------ | ---- |
| 1.   | Španělsko   | 88,025 | 4    |
| 2.   | Anglie      | 82,963 | 4    |
| 3.   | Německo     | 79,614 | 4    |
| 4.   | Itálie      | 64,147 | 3    |
| 5.   | Portugalsko | 59,168 | 3    |
| 6.   | Francie     | 59,000 | 3    |
| 7.   | Ukrajina    | 49,758 | 2    |
| 8.   | Rusko       | 46,332 | 2    |
| 9.   | Nizozemsko  | 44,729 | 2    |
| 10.  | Turecko     | 34,500 | 2    |
| 11.  | Belgie      | 34,400 | 2    |
| 12.  | Řecko       | 34,000 | 2    |
| 13.  | Švýcarsko   | 28,925 | 2    |
| 14.  | Kypr        | 26,833 | 2    |
| 15.  | Dánsko      | 25,700 | 2    |
| 16.  | Rakousko    | 25,375 | 1    |
| 17.  | Česko       | 23,725 | 1    |
| 18.  | Rumunsko    | 23,024 | 1    |

| Poř. | Země                | Koef.  | Týmy |
| ---- | ------------------- | ------ | ---- |
| 19.  | Izrael              | 22,875 | 1    |
| 20.  | Bělorusko           | 20,875 | 1    |
| 21.  | Polsko              | 20,750 | 1    |
| 22.  | Chorvatsko          | 19,583 | 1    |
| 23.  | Švédsko             | 15,625 | 1    |
| 24.  | Skotsko             | 15,191 | 1    |
| 25.  | Srbsko              | 14,625 | 1    |
| 26.  | Slovensko           | 14,208 | 1    |
| 27.  | Norsko              | 14,175 | 1    |
| 28.  | Bulharsko           | 12,250 | 1    |
| 29.  | Maďarsko            | 11,750 | 1    |
| 30.  | Slovinsko           | 9,708  | 1    |
| 31.  | Gruzie              | 9,166  | 1    |
| 32.  | Ázerbájdžán         | 8,541  | 1    |
| 33.  | Finsko              | 8,508  | 1    |
| 34.  | Bosna a Hercegovina | 7,833  | 1    |
| 35.  | Moldavsko           | 7,666  | 1    |
| 36.  | Irsko               | 7,375  | 1    |

| Poř. | Země            | Koef. | Týmy |
| ---- | --------------- | ----- | ---- |
| 37.  | Litva           | 6,500 | 1    |
| 38.  | Kazachstán      | 5,958 | 1    |
| 39.  | Lotyšsko        | 5,791 | 1    |
| 40.  | Island          | 5,416 | 1    |
| 41.  | Černá Hora      | 5,250 | 1    |
| 42.  | Makedonie       | 5,250 | 1    |
| 43.  | Albánie         | 4,166 | 1    |
| 44.  | Malta           | 3,958 | 1    |
| 45.  | Lichtenštejnsko | 3,500 | 0    |
| 46.  | Lucembursko     | 3,375 | 1    |
| 47.  | Severní Irsko   | 3,083 | 1    |
| 48.  | Wales           | 2,583 | 1    |
| 49.  | Estonsko        | 2,208 | 1    |
| 50.  | Arménie         | 1,750 | 1    |
| 51.  | Faerské ostrovy | 1,583 | 1    |
| 52.  | San Marino      | 0,666 | 1    |
| 53.  | Andorra         | 0,500 | 1    |
| 54.  | Gibraltar       | 0,000 | 1    |

### Rozdělení týmů
Vzhledem k tomu, že držitel titulu Real Madrid se pro skupinovou fázi Ligy mistrů kvalifikoval přes jeho domácí soutěž (umístil se jako třetí v Primera División 2013/14), uvolnilo se tak pro skupinovou fázi místo vyhrazeno pro držitele titulu. Zde jsou uvedeny změny systému v přidělování:
- Vítěz ligové soutěže ve své zemi s pořadím v žebříčku koeficientu na 13. místě (tedy švýcarský Basilej) se posune z 3. předkola rovnou do skupinové fáze.
- Vítěz ligové soutěže ve své zemi s pořadím v žebříčku koeficientu na 16. místě (tedy rakouský Salzburg) se posunul z 2. předkola do 3. předkola.
- Vítězové ligových soutěžích ve svých zemích s pořadím v žebříčku koeficientu na 47. místě (tedy severoirský St Patrick's) a 48. místě (tedy waleský New Saints) se posunuli z 1. předkola do 2. předkola.

|                           |                             | Týmy začínající v tomto kole | Týmy postupující z předchozího kola                                                       |
| ------------------------- | --------------------------- | --- | ----------------------------------------------------------------------------------------- |
| 1. předkolo (6 týmů)      | 1. předkolo (6 týmů)        | - 6 mistrů z ligových soutěžích ve svých zemích (49–54) |                                                                                           |
| 2. předkolo (34 týmů)     | 2. předkolo (34 týmů)       | - 31 mistrů z ligových soutěžích ve svých zemích (17–48, bez Lichtenštejnska) | - 3 vítězové z 1. předkola                                                                |
| 3. předkolo               | Mistrovská část (20 týmů)   | - 3 mistři z ligových soutěžích ve svých zemích (14–16) | - 17 vítězů z 2. předkola (mistrovská část)                                               |
| 3. předkolo               | Nemistrovská část (10 týmů) | - 9 týmů ze druhých míst ligových soutěžích ve svých zemích (7–15) - 1 tým ze třetího místa ligové soutěže ve své zemi (6)                                                                  |                                                                                           |
| 4. předkolo               | Mistrovská část (10 týmů)   | | - 10 vítězů z 3. předkola (mistrovská část)                                               |
| 4. předkolo               | Nemistrovská část (10 týmů) | - 2 týmy ze třetích míst ligových soutěžích ve svých zemích (4–5) - 3 týmy ze čtvrtých míst ligových soutěžích ve svých zemích (1–3)                                                        | - 5 vítězů z 3. předkola (nemistrovská část)                                              |
| Skupinová fáze (32 týmů)  | Skupinová fáze (32 týmů)    | - 13 mistrů z ligových soutěžích ve svých zemích (1–13) - 6 týmů ze druhých míst ligových soutěžích ve svých zemích (1–6) - 3 týmy ze třetích míst ligových soutěžích ve svých zemích (1–3) | - 5 vítězů ze 4. předkola (mistrovská část) - 5 vítězů ze 4. předkola (nemistrovská část) |
| Vyřazovací fáze (16 týmů) | Vyřazovací fáze (16 týmů)   | | - 8 vítězů skupin ze skupinové fáze - 8 týmů z druhých míst skupin ze skupinové fáze      |

### Týmy
Čísla v závorkách udávají umístění v domácí lize (DT: držitel titulu).
| Základní skupiny       | Základní skupiny           | Základní skupiny           | Základní skupiny      |
| ---------------------- | -------------------------- | -------------------------- | --------------------- |
| Real MadridDT (3.)     | Bayern Mnichov (1.)        | Sporting CP (2.)           | Galatasaray (2.)      |
| Atlético Madrid (1.)   | Borussia Dortmund (2.)     | Paris Saint-Germain (1.)   | Anderlecht (1.)       |
| Barcelona (2.)         | Schalke 04 (3.)            | Monaco (2.)                | Olympiacos (1.)       |
| Manchester City (1.)   | Juventus (1.)              | Šachtar Doněck (1.)        | Basel (1.)            |
| Liverpool (2.)         | AS Řím (2.)                | CSKA Moskva (1.)           |                       |
| Chelsea (3.)           | Benfica (1.)               | Ajax (1.)                  |                       |
| Play-off (4. předkolo) |                            |                            |                       |
| Mistrovská část        | Nemistrovská část          | Nemistrovská část          | Nemistrovská část     |
|                        | Athletic Bilbao (4.)       | Bayer Leverkusen (4.)      | Porto (3.)            |
| Arsenal (4.)           | Neapol (3.)                |                            |                       |
| 3. předkolo            |                            |                            |                       |
| Mistrovská část        | Nemistrovská část          | Nemistrovská část          | Nemistrovská část     |
| APOEL (1.)             | Lille (3.)                 | Beşiktaş (3.)              | AEL Limassol (2.)     |
| Aalborg (1.)           | Dněpr Dněpropetrovsk (2.)  | Standard Liège (2.)        | København (2.)        |
| Red Bull Salzburg (1.) | Zenit Sankt-Petěrburg (2.) | Panathinaikos (2.)         |                       |
|                        | Feyenoord (2.)             | Grasshoppers (2.)          |                       |
| 2. předkolo            |                            |                            |                       |
| Sparta Praha (1.)      | Partizan (2.)              | HJK (1.)                   | Sutjeska Nikšić (1.)  |
| Steaua București (1.)  | Slovan Bratislava (1.)     | Zrinjski Mostar (1.)       | Rabotnički (1.)       |
| Maccabi Tel Aviv (1.)  | Strømsgodset (1.)          | Sheriff Tiraspol (1.)      | Skënderbeu Korçë (1.) |
| BATE Borisov (1.)      | Ludogorec Razgrad (1.)     | St Patrick's Athletic (1.) | Valletta (1.)         |
| Legia Warszawa (1.)    | Debrecen (1.)              | Žalgiris Vilnius (1.)      | F91 Dudelange (1.)    |
| Dinamo Zagreb (1.)     | Maribor (1.)               | Aktobe (1.)                | Cliftonville (1.)     |
| Malmö FF (1.)          | Dinamo Tbilisi (1.)        | Ventspils (1.)             | The New Saints (1.)   |
| Celtic (1.)            | Qarabağ (1.)               | KR (1.)                    |                       |
| 1. předkolo            |                            |                            |                       |
| Levadia Tallinn (1.)   | HB (1.)                    | FC Santa Coloma (1.)       |                       |
| FC Bananc Jerevan (1.) | SP La Fiorita (1.)         | Lincoln Red Imps (1.)      |                       |

## Předkola

### 1. předkolo
První zápasy 1./2. července 2014, odvety 8./9. července 2014.

Pozn.: Postupující tým je zvýrazněn tučně (platí i pro další kapitoly). Do jednotlivých fází přibývají kluby dle koeficientů.
| Domácí v 1. zápase | Celkem  | Hosté v 1. zápase | 1. zápas | 2. zápas |
| ------------------ | ------- | ----------------- | -------- | -------- |
| FC Santa Coloma    | 3:3 (v) | FC Bananc Jerevan | 1:0      | 2:3      |
| Lincoln Red Imps   | 3:6     | HB                | 1:1      | 2:5      |
| SP La Fiorita      | 0:8     | Levadia Tallinn   | 0:1      | 0:7      |

### 2. předkolo
První zápasy 15./16. července 2014, odvety 22./23. července 2014.
| Domácí v 1. zápase | Celkem  | Hosté v 1. zápase     | 1. zápas | 2. zápas |
| ------------------ | ------- | --------------------- | -------- | -------- |
| BATE Borisov       | 1:1 (v) | Skënderbeu Korçë      | 0:0      | 1:1      |
| FC Santa Coloma    | 0:3     | Maccabi Tel Aviv      | 0:1      | 0:2      |
| Dinamo Tbilisi     | 0:4     | FK Aktobe             | 0:1      | 0:3      |
| Zrinjski Mostar    | 0:2     | NK Maribor            | 0:0      | 0:2      |
| Sheriff Tiraspol   | 5:0     | Sutjeska Nikšić       | 2:0      | 3:0      |
| Sparta Praha       | 8:1     | Levadia Tallinn       | 7:0      | 1:1      |
| Malmö FF           | 1:0     | FK Ventspils          | 0:0      | 1:0      |
| Slovan Bratislava  | 3:0     | The New Saints        | 1:0      | 2:0      |
| KR                 | 0:5     | Celtic FC             | 0:1      | 0:4      |
| Cliftonville FC    | 0:2     | Debreceni VSC         | 0:0      | 0:2      |
| FK Partizan        | 6:1     | HB                    | 3:0      | 3:1      |
| Legia Warszawa     | 6:1     | St Patrick's Athletic | 1:1      | 5:0      |
| Rabotnički         | 1:2     | HJK                   | 0:0      | 1:2      |
| Dinamo Záhřeb      | 4:0     | Žalgiris Vilnius      | 2:0      | 2:0      |
| Ludogorec Razgrad  | 5:1     | F91 Dudelange         | 4:0      | 1:1      |
| Valletta FC        | 0:5     | Qarabağ FK            | 0:1      | 0:4      |
| Strømsgodset IF    | 0:3     | FC Steaua București   | 0:1      | 0:2      |

### 3. předkolo
Třetí předkolo bylo rozděleno na dvě větve - mistrovská pro vítěze domácích ligových soutěží a nemistrovská pro ostatní týmy. Poražení z obou větví se kvalifikovali do play-off předkola Evropské ligy 2014/15. Los pro 3. předkolo proběhl v pátek 18. července 2014 ve 12,00 SELČ. Z důvodu konfliktu na východní Ukrajině přijala UEFA opatření, které zabránilo vylosování ruských a ukrajinských týmů proti sobě. První zápasy se hrály 29./30. července 2014, odvety 5./6. srpna 2014.
| Domácí v 1. zápase      | Celkem           | Hosté v 1. zápase        | 1. zápas         | 2. zápas         |                  |
| Mistrovská větev        | Mistrovská větev | Mistrovská větev         | Mistrovská větev | Mistrovská větev | Mistrovská větev |
| ----------------------- | ---------------- | ------------------------ | ---------------- | ---------------- | ---------------- |
| Qarabağ FK              | 2:3              | Red Bull Salzburg        | 2:1              | 0:2              |                  |
| Debreceni VSC           | 2:3              | BATE Borisov             | 1:0              | 1:3              |                  |
| Slovan Bratislava       | 2:1              | Sheriff Tiraspol         | 2:1              | 0:0              |                  |
| Aalborg BK              | 2:1              | Dinamo Zagreb            | 0:1              | 2:0              |                  |
| Legia Warszawa          | 4:4 (v)          | Celtic FC                | 4:1              | 0:3              |                  |
| FK Aktobe               | 3:4              | Steaua București         | 2:2              | 1:2              |                  |
| NK Maribor              | 3:2              | Maccabi Tel Aviv         | 1:0              | 2:2              |                  |
| HJK                     | 2:4              | APOEL                    | 2:2              | 0:2              |                  |
| AC Sparta Praha         | 4:4 (v)          | Malmö FF                 | 4:2              | 0:2              |                  |
| Ludogorec Razgrad       | 2:2 (v)          | FK Partizan              | 0:0              | 2:2              |                  |
| Nemistrovská větev      |                  |                          |                  |                  |                  |
| AEL Limassol            | 1:3              | FK Zenit Sankt-Petěrburg | 1:0              | 0:3              |                  |
| FK Dněpr Dněpropetrovsk | 0:2              | FC København             | 0:0              | 0:2              |                  |
| Feyenoord               | 2:5              | Beşiktaş JK              | 1:2              | 1:3              |                  |
| Grasshoppers            | 1:3              | Lille OSC                | 0:2              | 1:1              |                  |
| Standard Liège          | 2:1              | Panathinaikos FC         | 0:0              | 2:1              |                  |

### 4. předkolo (play-off předkolo)
Los se uskutečnil 8. srpna 2014 ve 12,00 ve švýcarském Nyonu. Čtvrté předkolo je rozděleno do dvou samostatných částí: mistrovská pro vítěze domácích ligových soutěží a nemistrovská pro ostatní týmy. Poražení z obou větví se kvalifikují do základní fáze Evropské ligy 2014/15. Úvodní zápasy se odehrají 20. a 21. srpna, odvety o týden později 27. a 28. srpna. Legia Warszawa byla kvůli neoprávněnému startu Bartosze Bereszynského ze soutěže vyřazena (byla přeřazena místo Celtiku do play-off předkola Evropské ligy 2014/15). Bereszyński, který si odpykával trest na tři zápasy v evropských pohárech nemohl do zápasu vůbec nastoupit. Legia se proti verdiktu odvolala, ale ten zůstal v platnosti.
| Domácí v 1. zápase | Celkem           | Hosté v 1. zápase     | 1. zápas         | 2. zápas         |                  |
| Mistrovská větev   | Mistrovská větev | Mistrovská větev      | Mistrovská větev | Mistrovská větev | Mistrovská větev |
| ------------------ | ---------------- | --------------------- | ---------------- | ---------------- | ---------------- |
| NK Maribor         | 2:1              | Celtic FC             | 1:1              | 1:0              |                  |
| Red Bull Salzburg  | 2:4              | Malmö FF              | 2:1              | 0:3              |                  |
| Aalborg BK         | 1:5              | APOEL FC              | 1:1              | 0:4              |                  |
| Steaua București   | 1:1 (5:6 pen.)   | Ludogorec Razgrad     | 1:0              | 0:1 prodl.       |                  |
| Slovan Bratislava  | 1:4              | BATE Borisov          | 1:1              | 0:3              |                  |
| Nemistrovská větev |                  |                       |                  |                  |                  |
| Beşiktaş           | 0:1              | Arsenal FC            | 0:0              | 0:1              |                  |
| Standard Liège     | 0:4              | Zenit Sankt-Petěrburg | 0:1              | 0:3              |                  |
| FC København       | 2:7              | Bayer Leverkusen      | 2:3              | 0:4              |                  |
| Lille OSC          | 0:3              | FC Porto              | 0:1              | 0:2              |                  |
| SSC Neapol         | 2:4              | Athletic Bilbao       | 1:1              | 1:3              |                  |

## Základní skupiny
| Legenda                                                                               |
| ------------------------------------------------------------------------------------- |
| Vítěz skupiny a druhý v pořadí postupující do osmifinále.                             |
| Týmy na třetích příčkách se kvalifikují do vyřazovací fáze Evropské ligy UEFA 2014/15 |

### Skupina A
| Tým               | Z | V | R | P | VG | IG | +/− | B  |
| ----------------- | - | - | - | - | -- | -- | --- | -- |
| Atlético Madrid   | 6 | 4 | 1 | 1 | 14 | 3  | +11 | 13 |
| Juventus FC       | 6 | 3 | 1 | 2 | 7  | 4  | +3  | 10 |
| Olympiakos Pireus | 6 | 3 | 0 | 3 | 10 | 13 | −3  | 9  |
| Malmö FF          | 6 | 1 | 0 | 5 | 4  | 15 | −11 | 3  |

|                   | JUV | OLY | ATL | MFF |
| ----------------- | --- | --- | --- | --- |
| Juventus FC       | —   | 3:2 | 0:0 | 2:0 |
| Olympiakos Pireus | 1:0 | —   | 3:2 | 4:2 |
| Atlético Madrid   | 1:0 | 4:0 | —   | 5:0 |
| Malmö FF          | 0:2 | 2:0 | 0:2 | —   |

### Skupina B
| Tým                   | Z | V | R | P | VG | IG | +/− | B  |
| --------------------- | - | - | - | - | -- | -- | --- | -- |
| Real Madrid           | 6 | 6 | 0 | 0 | 16 | 2  | +14 | 18 |
| FC Basel 1893         | 6 | 2 | 1 | 3 | 7  | 8  | −1  | 7  |
| Liverpool FC          | 6 | 1 | 2 | 3 | 5  | 9  | −4  | 5  |
| PFK Ludogorec Razgrad | 6 | 1 | 1 | 4 | 5  | 14 | −9  | 4  |

|                   | RM  | LIV | LUD | BAS |
| ----------------- | --- | --- | --- | --- |
| Real Madrid       | —   | 1:0 | 4:0 | 5:1 |
| Liverpool FC      | 0:3 | —   | 2:1 | 1:1 |
| Ludogorec Razgrad | 1:2 | 2:2 | —   | 1:0 |
| FC Basel 1893     | 1:5 | 1:0 | 4:0 | —   |

### Skupina C
| Tým                      | Z | V | R | P | VG | IG | +/− | B  |
| ------------------------ | - | - | - | - | -- | -- | --- | -- |
| AS Monaco FC             | 6 | 3 | 2 | 1 | 4  | 1  | +3  | 11 |
| Bayer 04 Leverkusen      | 6 | 3 | 1 | 2 | 7  | 4  | +3  | 10 |
| FK Zenit Sankt-Petěrburg | 6 | 2 | 1 | 3 | 4  | 6  | −2  | 7  |
| Benfica SL               | 6 | 1 | 2 | 3 | 2  | 6  | −4  | 5  |

|                     | ZEN | MON | LEV | BEN |
| ------------------- | --- | --- | --- | --- |
| Sankt-Petěrburg     | —   | 0:0 | 1:2 | 1:0 |
| AS Monaco FC        | 2:0 | —   | 1:0 | 0:0 |
| Bayer 04 Leverkusen | 2:0 | 0:1 | —   | 3:1 |
| Benfica SL          | 0:2 | 1:0 | 0:0 | —   |

### Skupina D
| Tým               | Z | V | R | P | VG | IG | +/− | B  |
| ----------------- | - | - | - | - | -- | -- | --- | -- |
| Borussia Dortmund | 6 | 4 | 1 | 1 | 14 | 4  | +10 | 13 |
| Arsenal FC        | 6 | 4 | 1 | 1 | 15 | 8  | +7  | 13 |
| Anderlecht        | 6 | 1 | 3 | 2 | 8  | 10 | −2  | 6  |
| Galatasaray SK    | 6 | 0 | 1 | 5 | 4  | 19 | −15 | 1  |

|                   | DOR | AND | GAL | ARS |
| ----------------- | --- | --- | --- | --- |
| Borussia Dortmund | —   | 1:1 | 4:1 | 2:0 |
| Anderlecht        | 0:3 | —   | 2:0 | 1:2 |
| Galatasaray SK    | 0:4 | 1:1 | —   | 1:4 |
| Arsenal FC        | 2:0 | 3:3 | 4:1 | —   |

### Skupina E
| Tým                | Z | V | R | P | VG | IG | +/− | B  |
| ------------------ | - | - | - | - | -- | -- | --- | -- |
| FC Bayern Mnichov  | 6 | 5 | 0 | 1 | 16 | 4  | +12 | 15 |
| Manchester City FC | 6 | 2 | 2 | 2 | 9  | 8  | +1  | 8  |
| AS Řím             | 6 | 1 | 2 | 3 | 8  | 14 | −6  | 5  |
| CSKA Moskva        | 6 | 1 | 2 | 3 | 6  | 13 | −7  | 5  |

|                    | ROM | BAY | MC  | CSK |
| ------------------ | --- | --- | --- | --- |
| AS Řím             | —   | 1:7 | 0:2 | 5:1 |
| FC Bayern Mnichov  | 2:0 | —   | 1:0 | 3:0 |
| Manchester City FC | 1:1 | 3:2 | —   | 1:2 |
| PFK CSKA Moskva    | 1:1 | 0:1 | 2:2 | —   |

### Skupina F
| Tým                    | Z | V | R | P | VG | IG | +/− | B  |
| ---------------------- | - | - | - | - | -- | -- | --- | -- |
| FC Barcelona           | 6 | 5 | 0 | 1 | 15 | 5  | +10 | 15 |
| Paris Saint-Germain FC | 6 | 4 | 1 | 1 | 10 | 7  | +3  | 13 |
| AFC Ajax               | 6 | 1 | 2 | 3 | 8  | 10 | −2  | 5  |
| APOEL FC               | 6 | 0 | 1 | 5 | 1  | 12 | −11 | 1  |

|                     | BAR | PSG | AJA | CYP |
| ------------------- | --- | --- | --- | --- |
| FC Barcelona        | —   | 3:1 | 3:1 | 1:0 |
| Paris Saint-Germain | 3:2 | —   | 3:1 | 1:0 |
| AFC Ajax            | 0:2 | 1:1 | —   | 4:0 |
| APOEL FC            | 0:4 | 0:1 | 1:1 | —   |

### Skupina G
| Tým           | Z | V | R | P | VG | IG | +/− | B  |
| ------------- | - | - | - | - | -- | -- | --- | -- |
| Chelsea       | 6 | 4 | 2 | 0 | 17 | 3  | +14 | 14 |
| FC Schalke 04 | 6 | 2 | 2 | 2 | 9  | 14 | −5  | 8  |
| Sporting CP   | 6 | 2 | 1 | 3 | 12 | 12 | 0   | 7  |
| NK Maribor    | 6 | 0 | 3 | 3 | 4  | 13 | −9  | 3  |

|               | SCH | SPO | CHE | MAR |
| ------------- | --- | --- | --- | --- |
| FC Schalke 04 | —   | 4:3 | 0:5 | 1:1 |
| Sporting CP   | 4:2 | —   | 0:1 | 3:1 |
| Chelsea       | 1:1 | 3:1 | —   | 6:0 |
| NK Maribor    | 0:1 | 1:1 | 1:1 | —   |

### Skupina H
| Tým               | Z | V | R | P | VG | IG | +/− | B  |
| ----------------- | - | - | - | - | -- | -- | --- | -- |
| FC Porto          | 6 | 4 | 2 | 0 | 16 | 4  | +12 | 14 |
| FK Šachtar Doněck | 6 | 2 | 3 | 1 | 15 | 4  | +11 | 9  |
| Athletic Bilbao   | 6 | 2 | 1 | 3 | 5  | 6  | −1  | 7  |
| FK BATE           | 6 | 1 | 0 | 5 | 2  | 24 | −22 | 3  |

|                   | POR | SHA | ATH | BAT |
| ----------------- | --- | --- | --- | --- |
| FC Porto          | —   | 1:1 | 2:1 | 6:0 |
| FK Šachtar Doněck | 2:2 | —   | 0:1 | 5:0 |
| Athletic Bilbao   | 0:2 | 0:0 | —   | 2:0 |
| FK BATE           | 0:3 | 0:7 | 2:1 | —   |

## Vyřazovací fáze

### Osmifinále
Při losu osmifinálových dvojic bylo 16 týmů rozděleno do dvou košů po osmi. Vítězové skupin byli v koši nasazených, kvalifikanti z druhých míst jako nenasazení. Do jedné dvojice nemohly být nalosovány dva kluby, které se již utkaly v základní skupině ani dva kluby z jedné země. Los se uskutečnil 15. prosince 2014. První zápasy byly na programu 17. a 18. nebo 24. a 25. února, odvety pak pro týmy z prvního termínu 10. a 11. března, týmy z druhého termínu 17. a 18. března 2014. 
| Domácí v 1. zápase  | Celkem         | Hosté v 1. zápase | 1. zápas | 2. zápas |
| ------------------- | -------------- | ----------------- | -------- | -------- |
| Paris Saint-Germain | 3:3 (v)        | Chelsea           | 1:1      | 2:2      |
| Šachtar Doněck      | 0:7            | Bayern Mnichov    | 0:0      | 0:7      |
| FC Schalke 04       | 4:5            | Real Madrid       | 0:2      | 4:3      |
| FC Basilej          | 1:5            | FC Porto          | 1:1      | 0:4      |
| Manchester City     | 1:3            | FC Barcelona      | 1:2      | 0:1      |
| Juventus Turín      | 5:1            | Borussia Dortmund | 2:1      | 3:0      |
| Arsenal             | 3:3 (v)        | AS Monaco         | 1:3      | 2:0      |
| Bayer Leverkusen    | 1:1 (2:3 pen.) | Atlético Madrid   | 1:0      | 0:1      |

### Čtvrtfinále
Losování čtvrtfinále proběhlo 20. března 2015. První zápasy byly na programu 14. a 15. dubna, odvety pak v termínu 21. a 22. dubna 2015.
| Domácí v 1. zápase  | Celkem | Hosté v 1. zápase | 1. zápas | 2. zápas |
| ------------------- | ------ | ----------------- | -------- | -------- |
| Paris Saint-Germain | 1:5    | FC Barcelona      | 1:3      | 0:2      |
| Atlético Madrid     | 0:1    | Real Madrid       | 0:0      | 0:1      |
| FC Porto            | 4:7    | FC Bayern Mnichov | 3:1      | 1:6      |
| Juventus FC         | 1:0    | AS Monaco         | 1:0      | 0:0      |

### Semifinále
Losování semifinále proběhlo 24. dubna 2015. První zápasy byly na programu 5. a 6. května, odvety pak v termínu 12. a 13. května 2015.
| Domácí v 1. zápase | Celkem | Hosté v 1. zápase | 1. zápas | 2. zápas |
| ------------------ | ------ | ----------------- | -------- | -------- |
| FC Barcelona       | 5:3    | FC Bayern Mnichov | 3:0      | 2:3      |
| Juventus FC        | 3:2    | Real Madrid       | 2:1      | 1:1      |

### Finále
Finálový zápas se odehrál v sobotu 6. června 2015 na olympijském stadioně v Berlíně.
Juventusu ve finálovém střetnutí chyběl klíčový italský obránce Giorgio Chiellini, jenž si během tréninku pár dní před zápasem poranil lýtko. Barcelona před finále nepotvrdila žádné zranění.

#### Detaily
| 6. června 2015 20:45 SELČ |        |                                    |                                                                               |
| Juventus FC               | 1 : 3  | FC Barcelona                       | Olympiastadion Berlín, Berlín diváci: 70 442 rozhodčí: Cüneyt Çakır (Turecko) |
| Morata 55'                | Report | Rakitić 4' Suárez 68' Neymar 90+7' | Olympiastadion Berlín, Berlín diváci: 70 442 rozhodčí: Cüneyt Çakır (Turecko) |

| Juventus | Barcelona |

| BR                   | 1  | Gianluigi Buffon (c) |     |     |
| PO                   | 26 | Stephan Lichtsteiner |     |     |
| SO                   | 15 | Andrea Barzagli      |     |     |
| SO                   | 19 | Leonardo Bonucci     |     |     |
| LO                   | 33 | Patrice Evra         |     | 89' |
| DZ                   | 21 | Andrea Pirlo         |     |     |
| PZ                   | 8  | Claudio Marchisio    |     |     |
| LZ                   | 6  | Paul Pogba           | 41' |     |
| ÚZ                   | 23 | Arturo Vidal         | 11' | 79' |
| SÚ                   | 10 | Carlos Tévez         |     |     |
| SÚ                   | 9  | Álvaro Morata        |     | 85' |
| Náhradníci:          |    |                      |     |     |
| BR                   | 30 | Marco Storari        |     |     |
| OB                   | 5  | Angelo Ogbonna       |     |     |
| ZÁ                   | 11 | Kingsley Coman       |     | 89' |
| ZÁ                   | 20 | Simone Padoin        |     |     |
| ZÁ                   | 37 | Roberto Pereyra      |     | 79' |
| ZÁ                   | 27 | Stefano Sturaro      |     |     |
| ZÁ                   | 14 | Fernando Llorente    |     | 85' |
| Trenér:              |    |                      |     |     |
| Massimiliano Allegri |    |                      |     |     |

| BR           | 1  | Marc-André ter Stegen |     |       |
| PO           | 22 | Dani Alves            |     |       |
| SO           | 3  | Gerard Piqué          |     |       |
| SO           | 14 | Javier Mascherano     |     |       |
| LO           | 18 | Jordi Alba            |     |       |
| PZ           | 4  | Ivan Rakitić          |     | 90+1' |
| SZ           | 5  | Sergio Busquets       |     |       |
| LZ           | 8  | Andrés Iniesta (c)    |     | 78'   |
| PÚ           | 10 | Lionel Messi          |     |       |
| SÚ           | 9  | Luis Suárez           | 70' | 90+6' |
| LÚ           | 11 | Neymar                |     |       |
| Náhradníci:  |    |                       |     |       |
| BR           | 13 | Claudio Bravo         |     |       |
| OB           | 15 | Marc Bartra           |     |       |
| OB           | 21 | Adriano               |     |       |
| OB           | 24 | Jérémy Mathieu        |     | 90+1' |
| ZÁ           | 6  | Xavi                  |     | 78'   |
| ZÁ           | 12 | Rafinha               |     |       |
| ÚT           | 7  | Pedro                 |     | 90+6' |
| Trenér:      |    |                       |     |       |
| Luis Enrique |    |                       |     |       |

| Muž zápasu: Andrés Iniesta (Barcelona) Asistenti rozhodčího: Bahattin Duran (Turecko) Tarık Ongun (Turecko) Čtvrtý rozhodčí: Jonas Eriksson (Švédsko) Další asistenti rozhodčího: Hüseyin Göçek (Turecko) Barış Şimşek (Turecko) Náhradní asistent rozhodčího: Mustafa Emre Eyisoy (Turecko) | Pravidla zápasu - 90 minutová základní hrací doba. - 30 minut času navíc v případě prodloužení. - Penaltový rozstřel pokud bude skóre stejné i po prodloužení. - Nahlášení sedmi náhradníků, z nichž mohou být v zápase použiti tři. |

## Vítěz
| Liga mistrů UEFA 2014/15 FC Barcelona 5. titul Andrés Iniesta , Marc-André ter Stegen, Dani Alves, Gerard Piqué, Javier Mascherano, Jordi Alba, Ivan Rakitić, Sergio Busquets, Lionel Messi, Luis Suárez, Neymar, Claudio Bravo, Marc Bartra, Adriano, Jérémy Mathieu, Xavi, Rafinha, Pedro Trenér: Luis Enrique |